# Marvin Elliott
Marvin Conrad Elliott (né le 15 septembre 1984 à Wandsworth, dans le Grand Londres) est un footballeur international jamaïcain d'origine anglaise. Il joue depuis 2007 au poste de milieu de terrain pour le club de Crawley Town.

## Carrière
Elliott est transféré à Bristol City en juillet 2007 après avoir refusé une prolongation de son contrat à Fulham.
Le 18 septembre 2014 il rejoint Crawley Town